# Legacy-гра

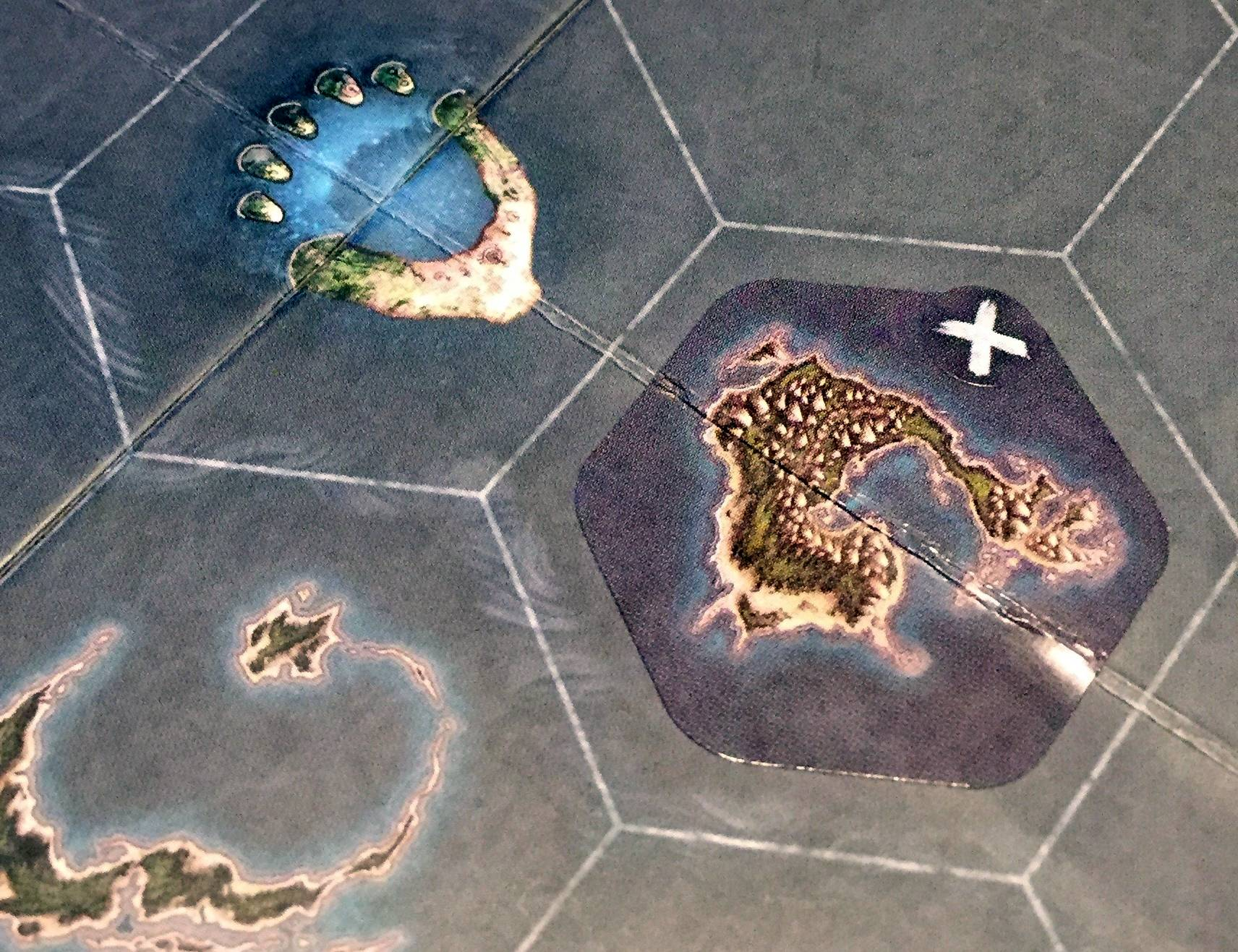
Дві наліпки — шестигранний острів і маркер хреста - додані назавжди на ігрове поле в грі SeaFall. Подібні додавання поширені в іграх у стилі «legacy».

Legacy-гра — різновид настільних ігор, у яких ігровий процес, завдяки різним механікам, змінюється постійно протягом серії сесій.

## Історія
Дизайнер ігор Роб Давіау заявив, що йому прийшла ця ідея під час робочої наради, коли він жартома запитав, чому вбивчі персонажі з гри Cluedo завжди повертаються на вечерю. Усвідомивши, що кожна нова гра починається з нуля, Давіау задумався над тим, як було б, якби всі запам’ятали, хто був вбивцею, і запропонував ідею legacy-версії Cluedo компанії Hasbro.

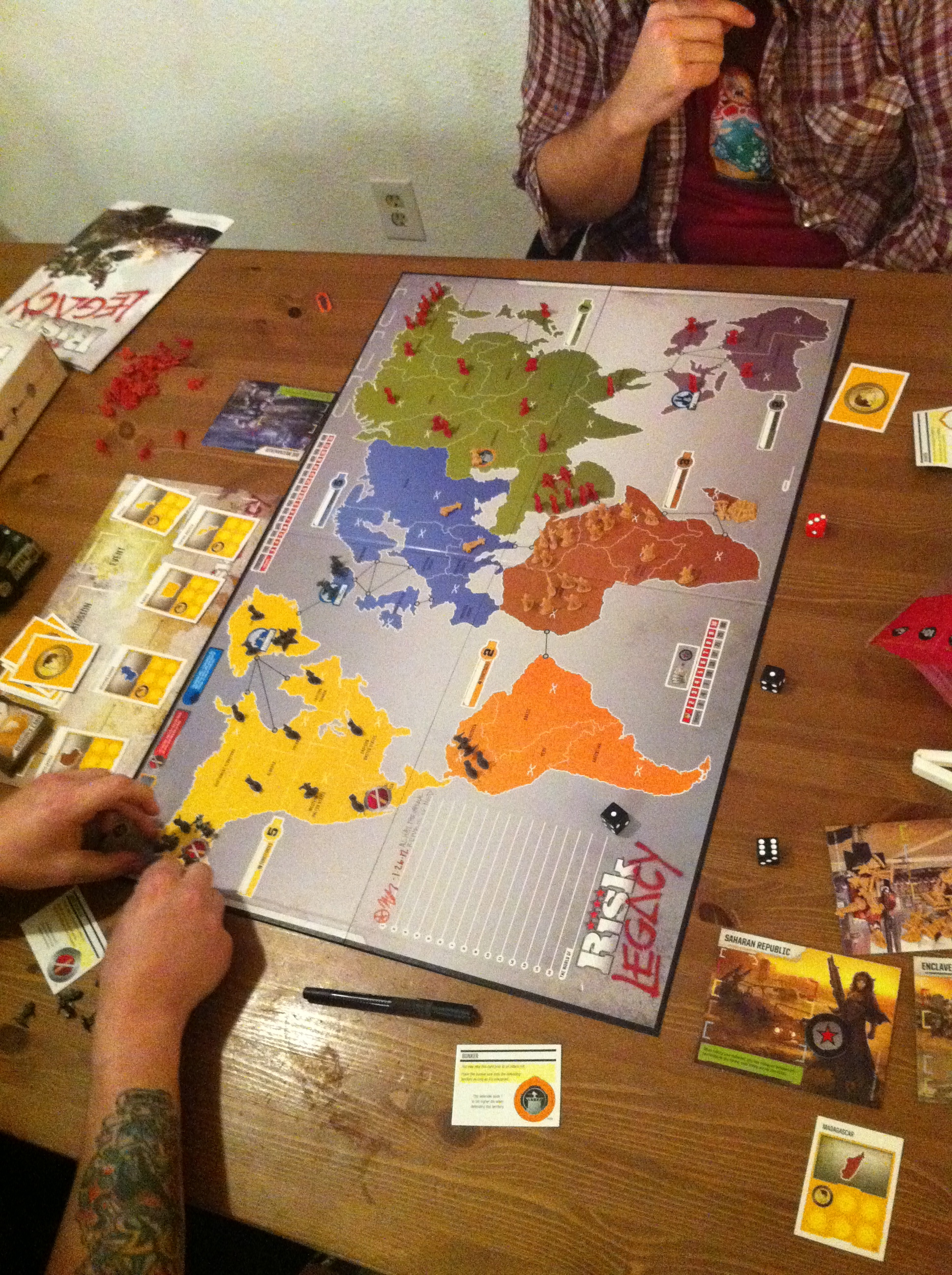
Risk Legacy

Хоча цю ідею відхилили, Давіау пізніше попросили використати механіку для нової версії Risk. Гра Risk Legacy була випущена у 2011 році і стала його першою грою у цьому форматі.
Давіау продовжив роботу з варіантом гри Pandemic, випустивши Pandemic Legacy: Season 1 у 2015 році, що отримав позитивні відгуки та був високо оцінений як крок уперед у сучасному дизайні настільних ігор. Давіау продовжує розробляти legacy-ігри та спільно розробив механіку Echo System, що зберігає постійні зміни в наступних іграх серії.
Давіау також посилався на свою роботу над грою Betrayal at House on the Hill (яку згодом адаптували до версії legacy) та Trivial Pursuit: DVD – Lord of the Rings Trilogy Edition як попередників концепції legacy. Остання була спроєктована таким чином, що запрограмовані ігри сортували карти за рівнем складності, що викликало певне невдоволення через відчутний кінець гри.

## Типові механіки та теми
Legacy-ігри призначені для проходження у вигляді кампанії, зазвичай з одними й тими самими гравцями, і змінюються постійно з часом. Їх порівнюють із настільними рольовими іграми, такими як Dungeons & Dragons. Нові правила можуть вводитися в міру проходження кампанії, дозволяючи грі розширюватися як механічно, так і тематично. Ігри можуть використовувати розширювану кампанію як спосіб розповіді; наприклад, Pandemic Legacy: Season 1 використовує триактну структуру для розповіді своєї історії. Давіау описує legacy-ігри як «досвід» на противагу традиційним іграм, які є «повторюваними». Він порівнює свої legacy-ігри з концертом, де ви «купуєте квиток на досвід», а Гаоран Ун із Kotaku описує цю ідею як «аванґардне перформанс-мистецтво».
Legacy-ігри порушують певні домовленості, які очікують гравці від традиційних настільних ігор. Постійні фізичні зміни можуть відбуватися з компонентами залежно від результатів гри та вибору гравців. Наприклад, гравцям можуть наказати написати імена на картах, приклеїти наліпки на ігрове поле або знищити деякі компоненти. Це робить кожну копію гри унікальною в кінці і викликало критику legacy-жанру через обмежену кількість повторюваності. Деякі ігри розроблені таким чином, щоб їх можна було переграти за допомогою поповнювальних наборів або непостійних наліпок, тоді як інші можна продовжувати грати з остаточними змінами після завершення кампанії.

## Список ігор у стилі legacy
| Назва                                        | Рік випуску | Примітки                 | Джерела       |
| -------------------------------------------- | ----------- | ------------------------ | ------------- |
| Risk Legacy                                  | 2011        |                          | [ 15 ]        |
| We Didn't Playtest This: Legacies            | 2012        |                          | [ 16 ]        |
| Pandemic Legacy: Season 1                    | 2015        |                          | [ 15 ]        |
| SeaFall                                      | 2016        |                          | [ 15 ]        |
| Gloomhaven                                   | 2017        |                          | [ 17 ] [ 18 ] |
| Android: Netrunner - Terminal Directive      | 2017        | Доповнення               | [ 19 ]        |
| First Martians: Adventures on the Red Planet | 2017        | Індивідуальна кампанія   | [ 20 ] [ 21 ] |
| Pandemic Legacy: Season 2                    | 2017        |                          | [ 22 ]        |
| Charterstone                                 | 2017        |                          | [ 14 ]        |
| Centauri Saga: Abandoned                     | 2018        | Доповнення               | [ 23 ] [ 24 ] |
| The Rise of Queensdale                       | 2018        |                          | [ 25 ]        |
| Ultimate Werewolf Legacy                     | 2018        |                          | [ 26 ] [ 27 ] |
| Betrayal Legacy                              | 2018        |                          | [ 28 ]        |
| Aeon's End: Legacy                           | 2019        |                          | [ 29 ]        |
| Zombie Kidz Evolution                        | 2019        | Дитяча гра               | [ 30 ]        |
| Machi Koro: Legacy                           | 2019        |                          | [ 31 ]        |
| Clank! Legacy: Acquisitions Incorporated     | 2019        |                          | [ 32 ]        |
| The King's Dilemma                           | 2019        |                          | [ 33 ]        |
| My City                                      | 2020        |                          | [ 34 ]        |
| Vampire: The Masquerade - Heritage           | 2020        |                          | [ 35 ]        |
| Pandemic Legacy: Season 0                    | 2020        |                          | [ 36 ]        |
| Підлітки проти зомбі                         | 2020        |                          | [ 37 ]        |
| Oath: Chronicles of Empire and Exile         | 2021        |                          | [ 38 ]        |
| Frosthaven                                   | 2022        |                          | [ 39 ]        |
| Jurassic World: The Legacy of Isla Nublar    | 2022        |                          | [ 40 ]        |
| Wildtails: A Pirate Legacy Game              | 2022        |                          | [ 41 ]        |
| Sagrada Artisans                             | 2023        |                          | [ 42 ]        |
| Capt'n Pepe Treasure Ahoy!                   | 2023        | Дитяча гра Haba          |               |
| My Island                                    | 2023        | My City з іншим сетингом | [ 43 ]        |
| Ticket to Ride Legacy: Legends of the West   | 2023        |                          | [ 44 ]        |